# 渝武扩能高速公路
渝武扩能高速公路，又称渝武高速公路复线，是重庆22条射线高速的第21条，连接重庆北碚区与合川区，主要由主线和澄江支线组成，全长35.53公里。

## 主线
主线起于北碚区 兰海高速北环至蔡家立交段，止于合川区枫木村与规划合川入城大道（城市道路）顺接。包含北碚城区旧路加宽改造部分和新建部分。
- 改造部分长2公里（K13+900-K15+900），使用双向八车道，设计速度80公里/小时，路基宽度41.5米。[3]
- 新建部分由北碚隧道东口附近开始，经黑石盘上跨既有 重庆绕城高速后至施家梁镇，在老窑湾处设置特大桥跨观音峡嘉陵江，后设特长隧道穿越中梁山至磨心坡，进入草街后与市郊铁路渝合线平行，并跨越 三环高速，全程经北碚区施家梁镇、水土镇、东阳街道、澄江镇，再次跨越 三环高速并延伸1.1公里后止于合川区草街街道枫木村接合川县道川东路，规划接入市政道路入城大道[2][4]。新建部分全长33.5公里[2]，包含桥梁13196.5米/24座、隧道13885米/5座，设互通立交6座、停车区1处、主线收费站2处、管理分中心1处、养护工区1处，使用双向六车道，设计速度100公里/小时，路基宽度33.5米[3]，单公里造价约2.7亿元[4]。

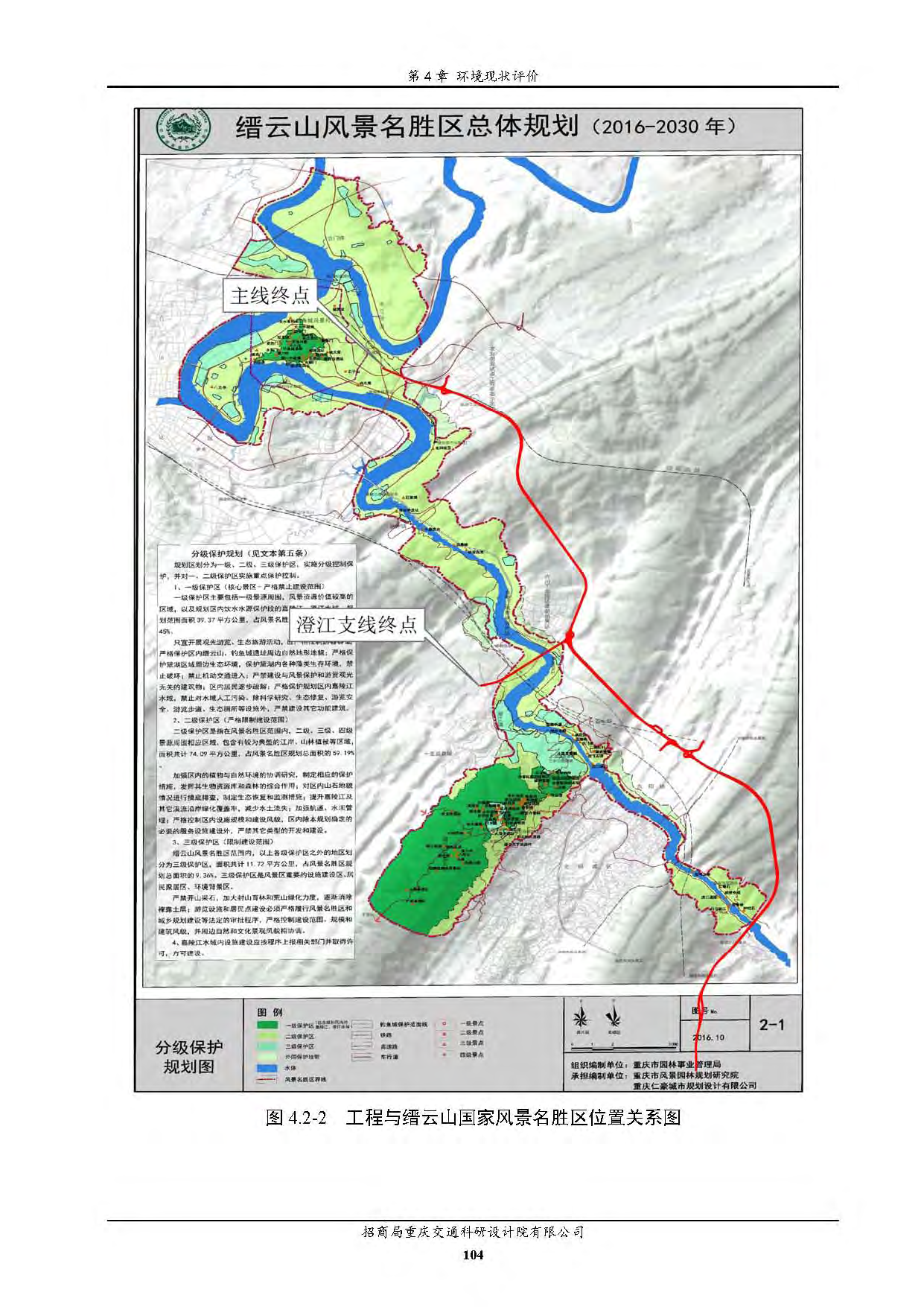
渝武扩能高速线路规划

### 建设历程
2019年7月9日，项目选址意见获重庆市规划和自然资源局批准。
2020年6月28日，开工建设。
2021年10月，控制性工程观音峡嘉陵江特大桥主墩都封项，中梁山隧道、东阳隧道、金屏山隧道已进洞施工。
2024年11月1日上午10时，北碚至合川段主线建成通车。

### 建设意义
渝武扩能高速公路将缓解北碚隧道拥堵问题，进一步加快重庆北碚、铜梁、江津、合川与四川安岳、泸州、武胜等地互联互通，推进沿线城市更加深入融入成渝经济圈。

## 澄江支线
澄江支线起于主线K35+048.467处梁家河村山梁，止于大庆沟附近，远期规划与璧山七塘-合川草街高速连接。全长2.705公里，包含桥梁1026米/1座（澄江大桥），双向四车道，设计速度100公里/小时，路基宽度26米。

### 建设历程
2021年6月7日，控制性工程澄江大桥正式开工建设。
2021年12月20日，主澄江大桥塔桩基全部完成。

## 注备
1. ↑  环评中为“草街嘉陵江大桥”
2. ↑  实际属于S47澄江支线高速[9]，但目前一起修建